# Nervo di Alderman
Il nervo di Alderman, o ramo auricolare del nervo vago, contiene fibre afferenti (cioè sensitive) somatiche che originano dal ganglio superiore del vago. Porta gli stimoli somatici di piccole aree cutanee del padiglione auricolare, del meato acustico esterno e di parte della superficie laterale della membrana del timpano.
Presenta anastomosi col nervo glossofaringeo e col facciale 